# Jahu (hidroavião)

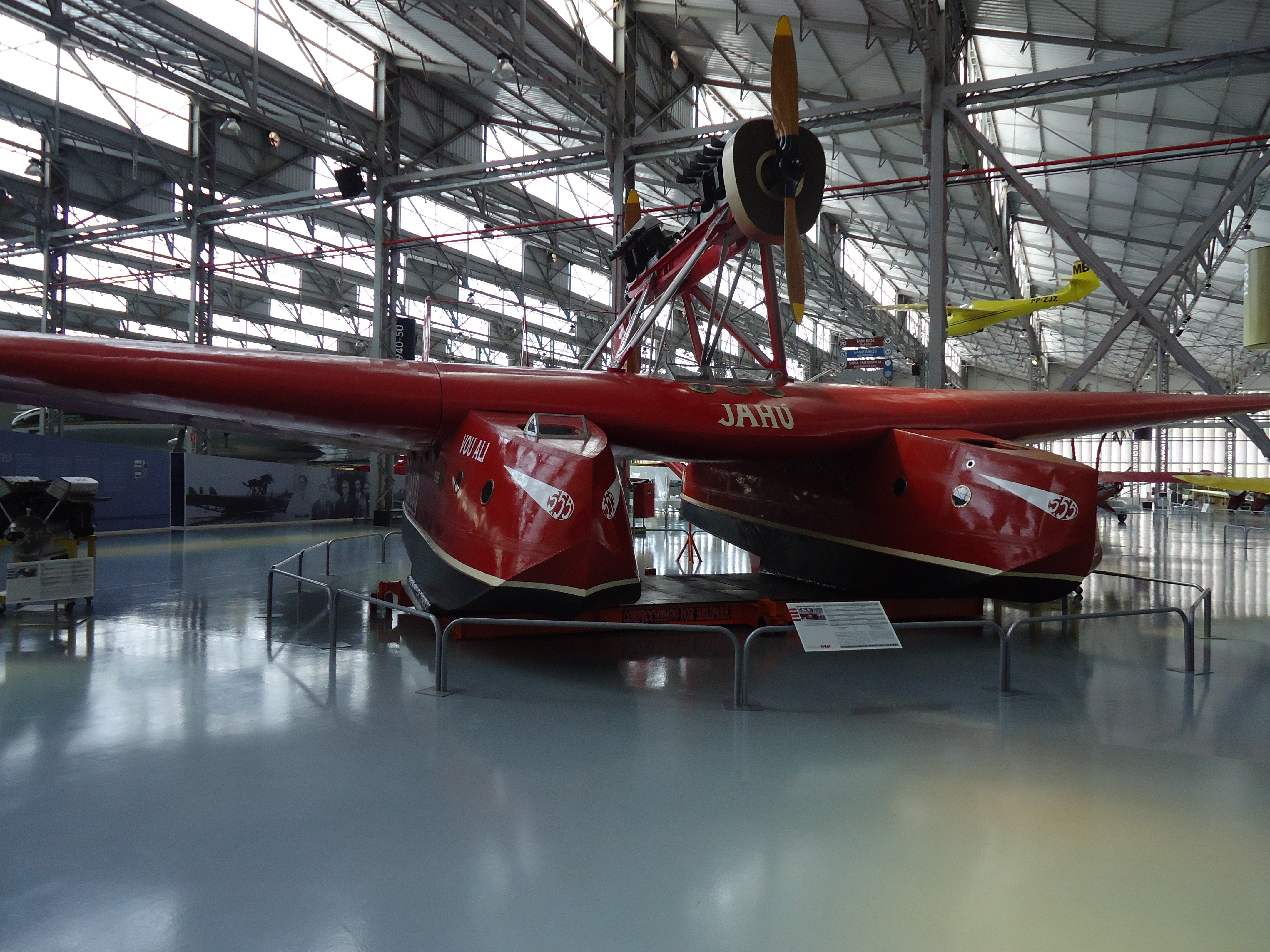
O Jahu no Museu TAM da cidade de São Carlos.

Jahu é um hidroavião Savoia-Marchetti S.55 (versão C), o último de seu modelo no mundo. Destacou-se por ser a aeronave com a qual João Ribeiro de Barros, junto com o co-piloto João Negrão, o navegador Newton Braga e o mecânico Vasco Cinquini, fizeram a terceira travessia aérea do Atlântico Sul, a primeira da história sem escalas, em 1927.

## História

### Antecedentes
A primeira travessia do Oceano Atlântico foi realizada pela dupla John Alcock e Arthur Whitten Brown, em 1919. Já a primeira travessia aérea do Atlântico Sul foi realizada pela dupla Gago Coutinho e Sacadura Cabral, em 1922, e a terceira por  Ramon Franco e uma equipagem da Força Aérea Espanhola, no hidroavião Dornier DO J (Wahl) "Plus Ultra".

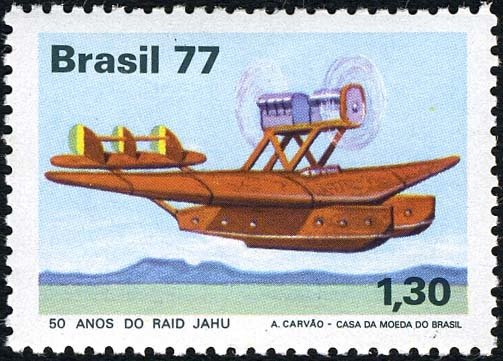
Em selo postal brasileiro em 1977.

### O raide do Jahu
O idealizador do raide foi João Ribeiro de Barros, nascido em Jaú a 4 de abril de 1900, em família abastada graças à lavoura de café. Ainda jovem, influenciado pelo pai, apaixonou-se pela aviação, o que o levou a viajar à América do Norte, pela primeira vez, em 1919. Em fevereiro de 1923 prestou exame no Aeroclube Brasileiro, tendo obtido o brevet internacional de nº 88.
A travessia dos portugueses Gago Coutinho e Sacadura Cabral, no contexto das comemorações do Centenário da Independência do Brasil, inflamou a imaginação do jovem aviador paulista: era a época dos grandes "reides" transoceânicos, tão perigosos quão gloriosos, em vista da precariedade de meios e do baixo grau de confiabilidade da aviação de então, que deixava os aviadores entregues à própria sorte, à mercê dos elementos; muitos foram os que perderam as vidas nessas tentativas.
Um desses pioneiros foi o italiano conde Casagrande, que por sua conta e com apoio do Governo Italiano, adquiriu junto à Società Idrovolanti Alta Itália (SIAI) – mais conhecida como Savoia Marchetti – um hidroavião do tipo S-55C (Civile) para uma travessia do Atlântico Sul. Tratava-se de uma aeronave de aparência curiosa, com dois "botes" ("scafi") gêmeos e empenagem de leme triplo, sustentada por lanças em treliça. A aeronave foi batizada na fábrica como "Alcyone". Casagrande empreendeu uma tentativa e chegou a cobrir cerca de um quinto do caminho entre a Itália e a Argentina, mas as dificuldades com a hidrodinâmica fizeram-no abortar o reide em Casablanca. O "Alcyone" foi, assim, devolvido à fábrica.
Atento às tentativas de cruzar o Atlântico, Ribeiro de Barros seguiu para Nova Iorque e estudou o assunto com o seu amigo e mentor, Gago Coutinho. Decidiu-se pela aquisição de um S-55 e preparou um pacote de sugestões a ser levado à fábrica SIAI em Sesto Calende, próximo a Gênova. À época, os grandes reides transoceânicos eram iniciativas custosas, patrocinados por grandes empresas ou por governos, e não por pessoas comuns. O fabricante, não querendo ou não podendo ceder a um desconhecido uma aeronave nova, propõs ao aviador brasileiro a venda do "Alcyone". Barros aceitou, estipulando uma série de condições: o avião deveria ser reformado, com a troca dos motores por dois "Isotta Fraschini Asso 500" (desenvolvendo 550 HP de potência máxima cada) e a troca dos "scafi" ineficientes por duas unidades de proa alta e melhor hidrodinâmica. O aerobote foi rebatizado com o nome de "Jahu" (na ortografia da época). Na Itália, Barros impressionou o pessoal da SIAI com a sua habilidade em pilotar o pesado aerobote.
Iniciou-se então a seleção da tripulação: juntou-se a ele o amigo e mecânico, Vasco Cinquini e, do Brasil, foi-lhe indicado como navegador o capitão Newton Braga, oficial de cavalaria em vias de passar à reserva. Para segundo piloto este lhe sugeriu, entre outros, o nome do tenente Arthur Cunha, jovem piloto de caça formado na Escola do Campo dos Afonsos.
No tocante à parte técnica, a carga útil da aeronave havia sido reduzida a um mínimo, suprimindo-se até o equipamento de rádio. O avião fora transformado-se em um grande tanque de combustível voador, com 16 reservatórios (8 em cada "scafo") conferindo-lhe uma autonomia entre 14,5 e 16 horas de voo, a uma velocidade de cruzeiro de apenas 166 km/h.
O aerobote foi transportado então para Gênova, de onde Barros e sua tripulação decolaram a 13 de outubro de 1926, sob as ovações dos italianos, para a primeira fase do reide, rumo a Gibraltar. Após apenas cinco horas de voo, surgiram problemas e, com os motores rateando perigosamente, Barros foi forçado a descer em Dénia, no golfo de Valência, de onde seguiu para Alicante, que não estava prevista na rota. As autoridades espanholas, desprevenidas, imediatamente detiveram os aviadores, que somente foram soltos após a intervenção da diplomacia brasileira. De volta ao avião, mas sem meios de reparar a avaria no sistema de alimentação dos motores, o Jahu decolou rumo a Gibraltar, com Cinquini alimentando os motores manualmente. Lá chegando, as melhores condições de manutenção e uma inspeção cuidadosa revelaram a presença de uma borra abrasiva nos filtros de combustível; uma mistura de terra, areia e sabão caseiro havia sido introduzida nos tanques, revelando claramente a sabotagem da qual o avião havia sido vítima.
Limpos os reservatórios, o Jahu decolou rumo às ilhas Canárias, em 25 de outubro. O motor traseiro voltou a ratear por falta de alimentação, fazendo com que Cinquini e Braga esgotassem as suas forças nas bombas manuais. Apesar de tudo, o Jahu chegou à Grande Canária em 07h 15min, batendo o recorde de Coutinho e Cabral. Lá, foi descoberta a causa da nova avaria: uma engrenagem desgastada na bomba de alimentação, que teve que ser substituída por outra, usinada artesanalmente na ilha.
Sanado o problema, o Jahu decolou rumo a Praia, no arquipélago de Cabo Verde (alcançado em 9h 26 min de voo), para o que seria então o seu maior teste.
Os fatos que se sucederam então, são até hoje polêmicos para os historiadores, tendo em vista que apenas se dispõe de uma versão para os fatos. Há quem nisso veja um sintoma dos graves conflitos políticos e sociais que haveriam de resultar nos conflitos da década seguinte. Segundo o registro de Barros, uma vez em Praia, e estando para se iniciar a parte mais crítica do voo, o tenente Cunha exigiu que lhe fosse entregue o comando do avião e que a tripulação seguisse as suas ordens. Segundo consta, ainda no Brasil o jovem havia entrado em entendimentos com o jornal "A Pátria", que se propusera a remunerá-lo pelo "furo" de revelar que o avião chegaria ao Rio sob o seu comando. Posteriormente, quando do triunfo do Jahu e da descoberta do esquema, o jornal seria empastelado por uma multidão enfurecida.
Sem poder demover Cunha de seu intento, Barros foi forçado a desligá-lo da tripulação, enviando-o para Lisboa. Com Braga a caminho da Itália para trazer um técnico que pudesse consertar as avarias do avião, Barros e Cinquini ficaram ilhados em Praia, uma vez que a aeronave não havia sido projetada para ser pilotada por um só piloto.
Rumores correm de que Barros desistiria; o Presidente Washington Luís chegou a mandar-lhe um telegrama pedindo-lhe que desmontasse o avião e voltasse ao Brasil. Deprimido, após quatro acessos de malária e com o avião avariado, Barros consultou a sua mãe, Dona Margarida, que respondeu com um telegrama emocionado, segundo o qual:
"…Providenciaremos continuação do reide custe o que custar. Paralisação reide será fracasso. Asas avião representam bandeira brasileira…".
A convite da família Barros, apresentou-se o tenente João Negrão, aviador da Força Pública paulista que, sem nunca ter pilotado um hidroavião, zarpou para Praia, onde foi recebido efusivamente pela tripulação, mais uma vez completa.
Isto posto, partiu-se para a revisão total do avião, que tinha ficado ancorado ao relento durante meses. Para espanto de todos, foi descoberta a presença de um pedaço de bronze solto no carter do motor traseiro, revelando nova sabotagem contra o Jahu. Felizmente, o próprio exagero no tamanho da peça usada tinha feito com que ela permanecesse no fundo do carter, evitando maiores danos ao motor.
Após os últimos preparativos, na madrugada de 28 de Abril de 1927, o Jahu decolou rumo ao Brasil. Voando a uma altitude de 250 metros e a uma velocidade recorde de 190 km/h, voou durante 12 horas ininterruptas, sem escalas, rumo a Fernando de Noronha, pousando na enseada Norte da ilha sob o sol poente, com problemas na hélice traseira e com 250 kg de combustível ainda a bordo. Todo o país explodiu em comemorações, com acolhidas festivas aos aviadores em todas as demais etapas do percurso: Natal, Recife, Salvador, Rio de Janeiro, até à conclusão do reide na represa de Santo Amaro, em São Paulo, em Agosto do mesmo ano.
O Jahu nunca voaria outra vez. Sempre irrequieto, Barros chegou a planejar um novo reide, do Rio de Janeiro a Lisboa, tendo para isso adquirido especialmente um Breguet 19A GR (Grand Rayon), ou "Breguet Bidon", o qual batizou de "Margarida". A crise econômica mundial e a Revolução de 1930 puseram fim às esperanças do piloto, que viu o avião ser confiscado pelos revolucionários para uso pela aviação do Exército; o "Margarida" seria enfim perdido em um acidente sem vítimas. Barros veio a falecer em julho de 1947.

### Restauração
Durante seus primeiros anos no Brasil, o Jahu foi doado para exposição, primeiramente tendo permanecido no Museu Paulista (Museu do Ipiranga), onde ficava ao relento. Tendo as autoridades reconhecido que isso não era adequado, ao final da década de 1950, a aeronave foi trasladada para as dependências do então recém-inaugurado Museu da Aeronáutica de São Paulo, sob os auspícios da Fundação Santos Dumont, situado no Parque do Ibirapuera, na chamada "Oca", onde permaneceu por cerca de 40 anos. Com o tempo, as condições inadequadas do edifício, como a falta de manutenção, a alta umidade e o ataque de cupins de solo colocaram em risco a sobrevivência da aeronave. Com a desativação do Museu de Aeronáutica em 2000, o Jahu foi transferido para o hangar da Polícia Militar do Estado de São Paulo, no Aeroporto Campo de Marte, onde se constatou que seu estado de deterioração clamava por uma restauração completa. Esta foi levada avante graças a um convênio assinado entre a Fundação Santos Dumont, a Helipark, o Comando da Aeronáutica e a Aeronáutica Militar Italiana (que planeja a construção de uma réplica própria do S55 para seu Museu Histórico).
Os trabalhos de restauração tiveram início em Abril de 2004 e envolveram uma equipe de doze profissionais. Os dois motores foram recuperados no Parque de Material Aeronáutico de São Paulo (PAMA-SP). O trabalho com a estrutura concentrou-se nas oficinas da Helipark, visando reconstituir a configuração exata da aeronave até os detalhes, desde o tipo de madeira e de pregos (de cobre e de latão), até ao tom de vermelho da pintura original.
Foi entregue, no dia 26 de Outubro de 2007, no Helicentro Helipark, em Carapicuíba.
A Fundação Santos Dumont cedeu o Jahu por comodato ao Museu TAM na cidade de São Carlos (SP), onde atualmente encontra-se exposto.

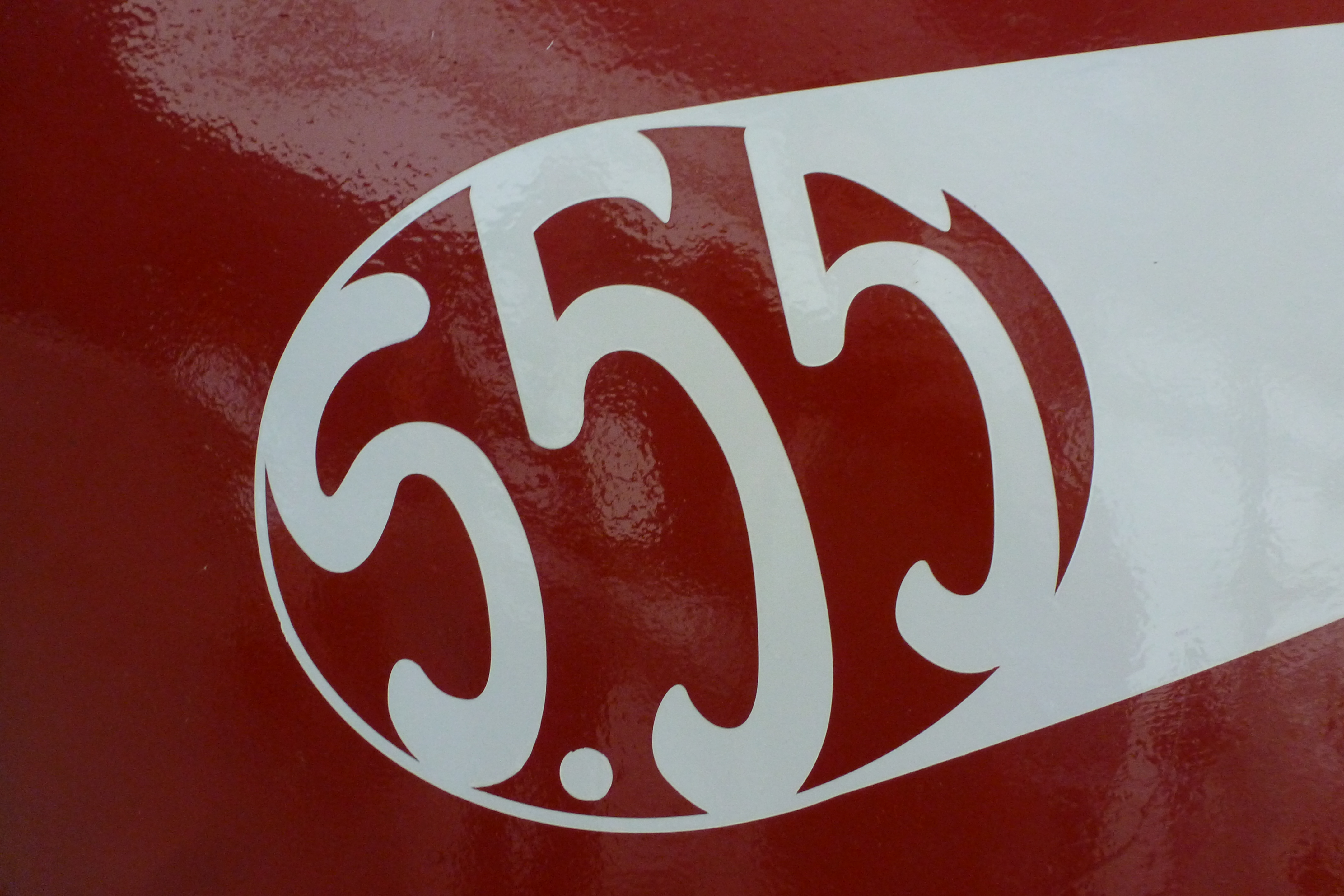
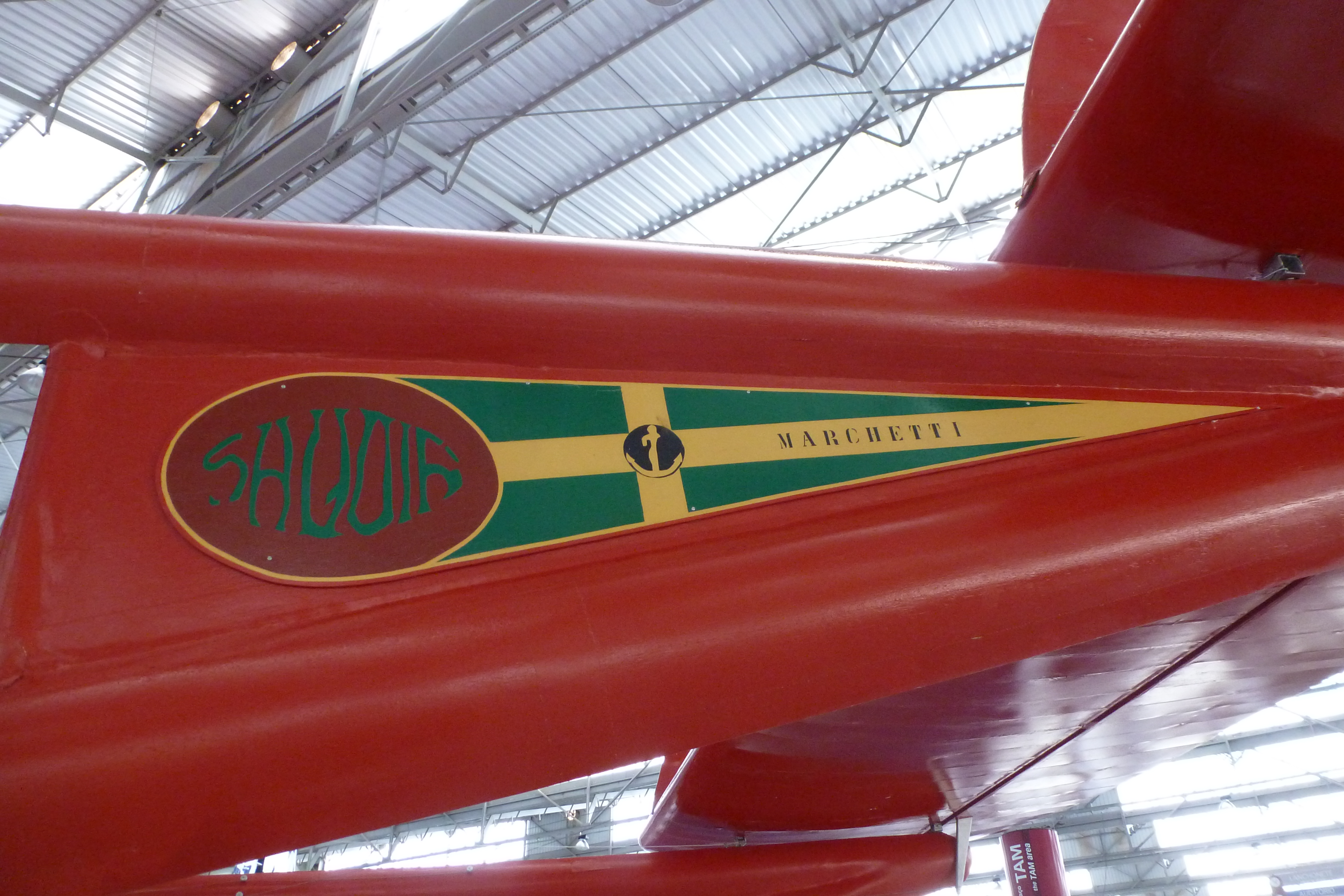
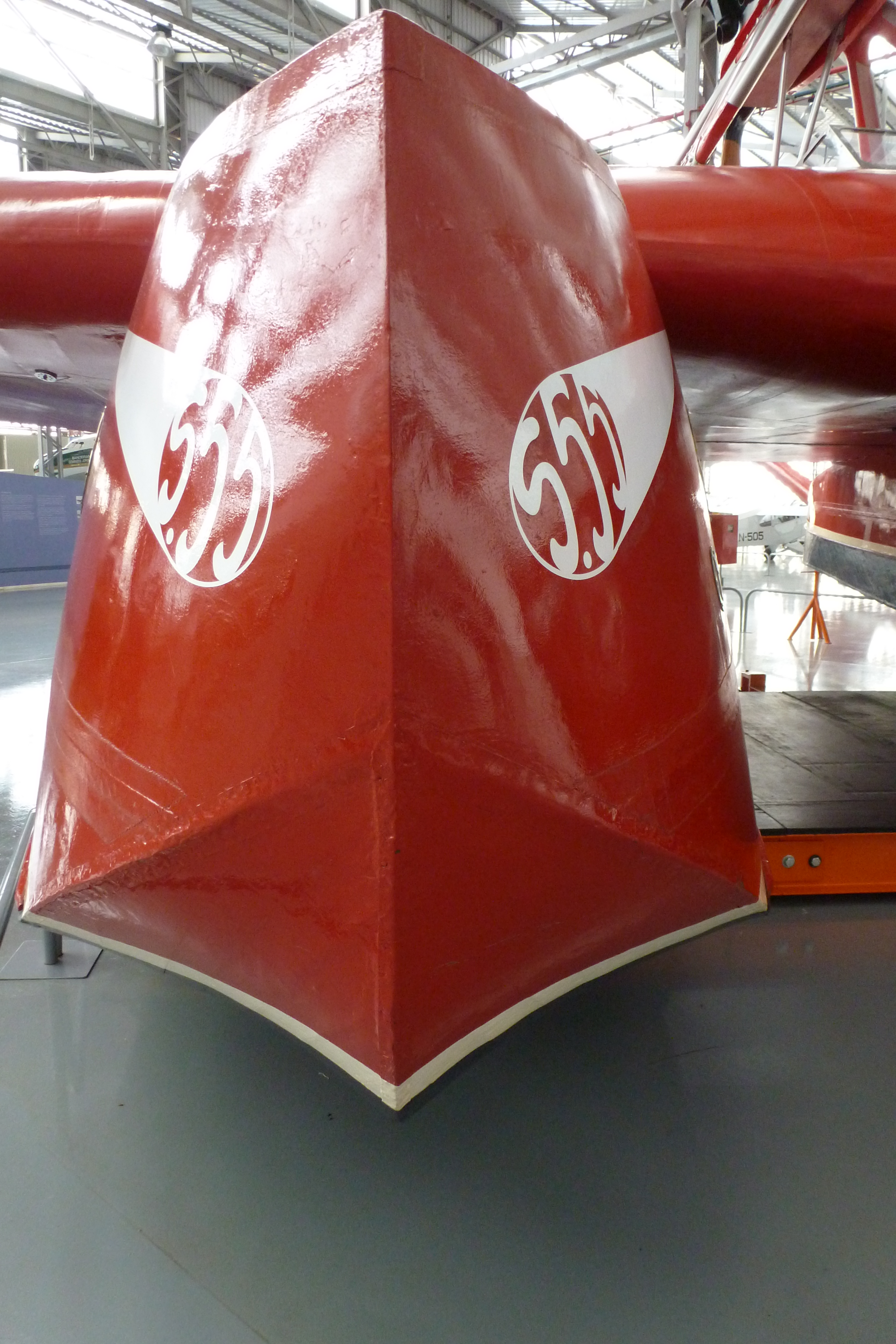
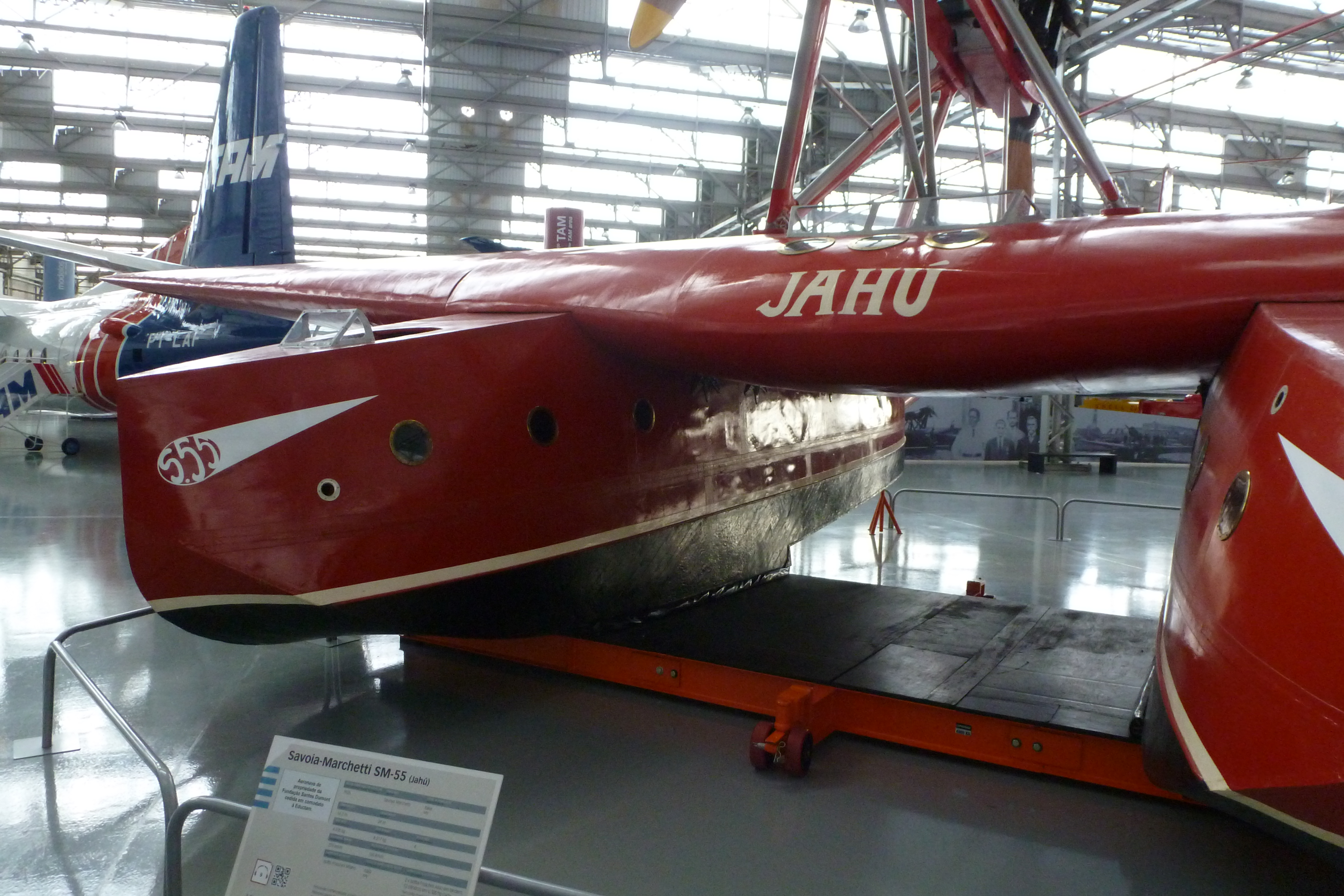
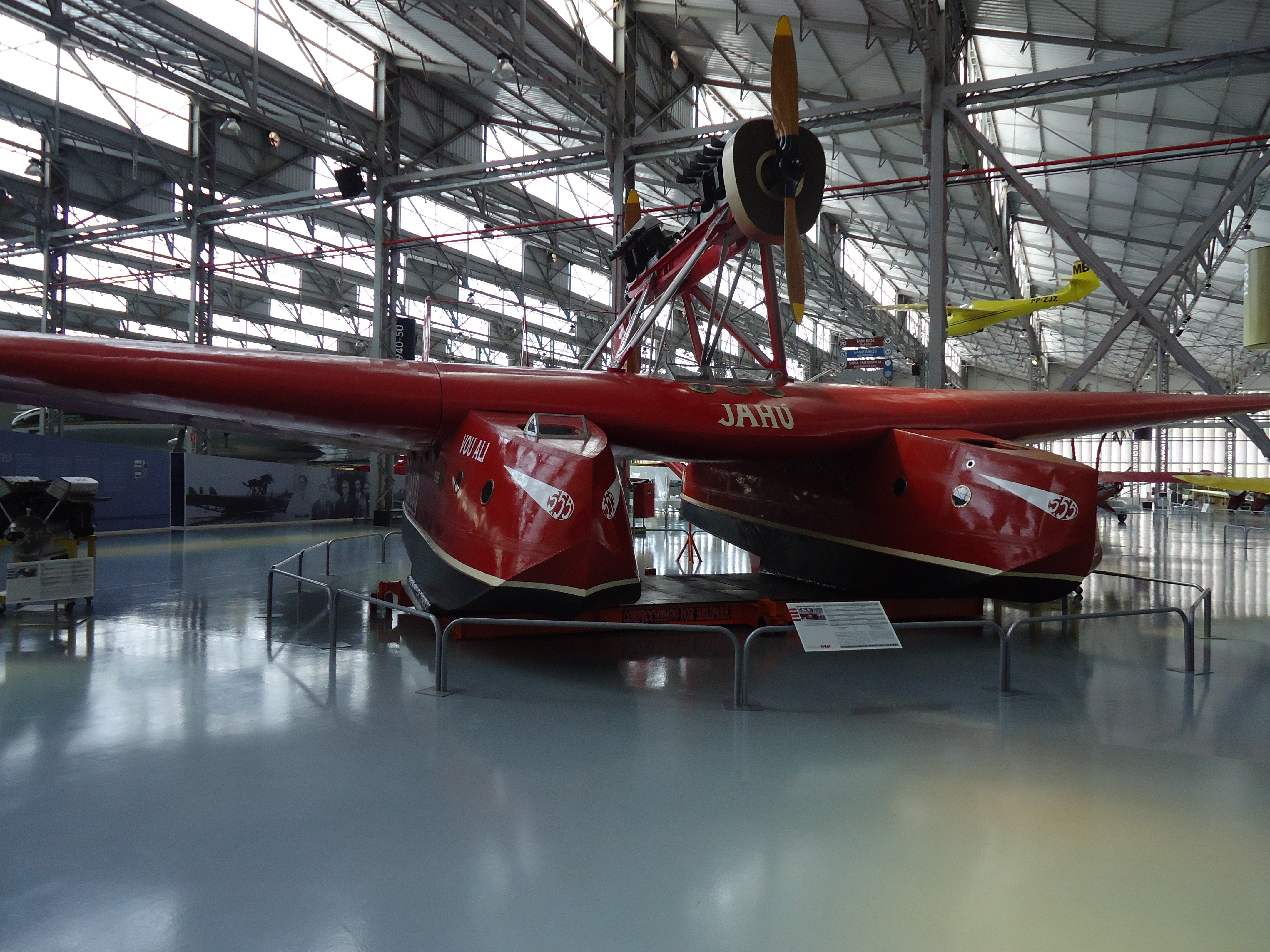